# Kepler-62d
Kepler-62d és un exoplaneta que orbita l'estel Kepler-62. És el més gran i el tercer més interior del sistema planetari d'aquesta estrella, amb una mida d'aproximadament dues vegades el diàmetre de la Terra. Va ser trobat utilitzant el mètode del trànsit, en el qual es mesuren les fluctuacions que un planeta causa en creuar davant la seva estrella des del punt de vista de la Terra. El seu flux estel·lar és 15 ± 2 vegades el de la Terra.